# Gà Nagoya

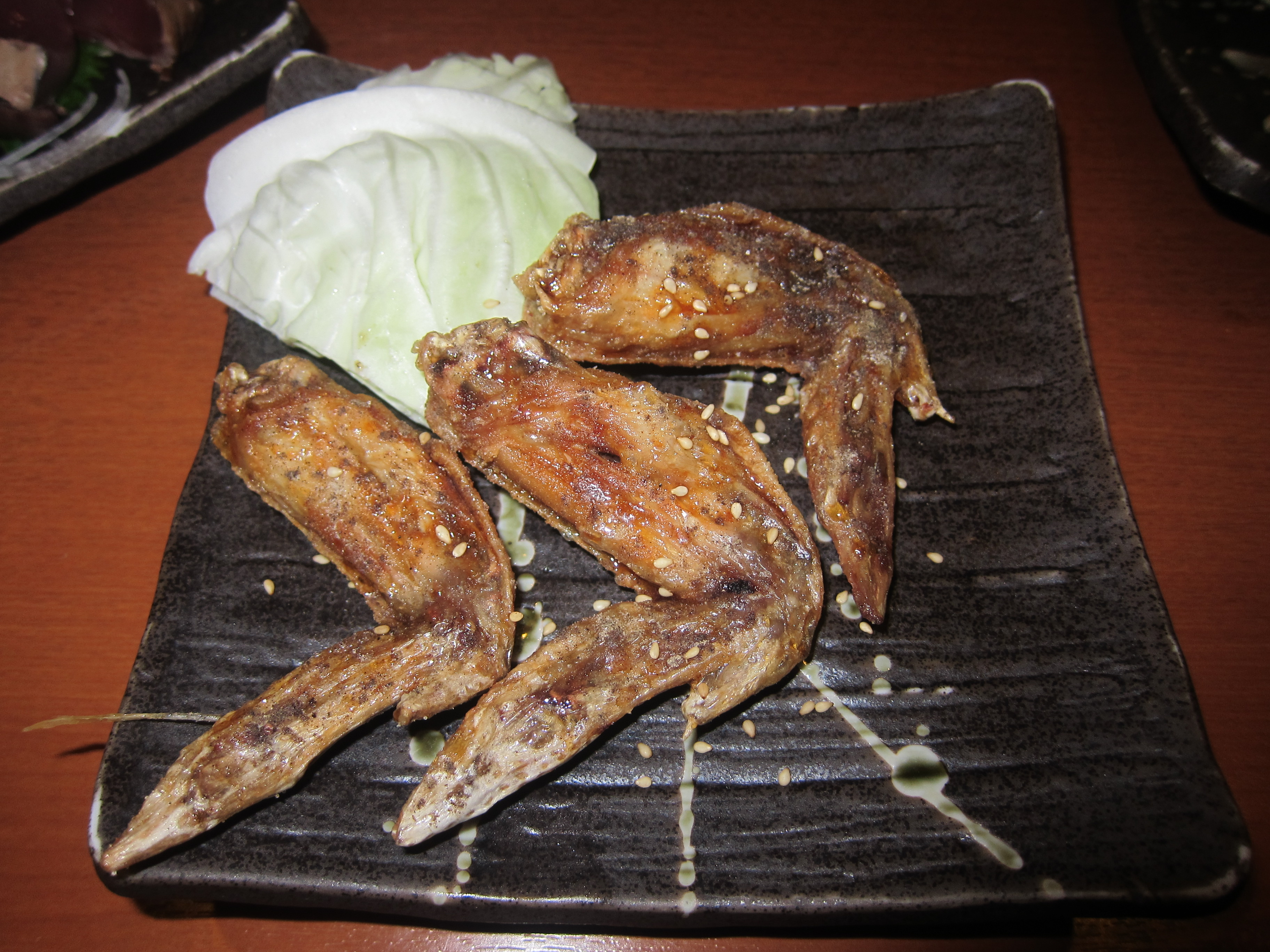
Cánh gà Nagoya nướng

Gà Nagoya tên đầy đủ là Nagoya Cochin (tiếng Nhật: Nagoya kōchin) là một giống gà có nguồn gốc từ Nhật Bản tại tỉnh Nagoya, chúng là giống gà đặc biệt được hình thành từ việc lai tạo giữa giống gà địa phương ở vùng Nagoya (giống gà Owari) với giống gà Cochin từ Trung Quốc và được nuôi theo kiểu gà thả vườn. Chúng được phát triển vào năm 1868 bởi anh em nhà Kaihu. Cái tên "gà Nagoya" chính thức từ năm 1920.
Đây là giống gà siêu trứng có xuất xứ từ Nhập Bản. Nagoya Kochin là một trong ba loại thịt gà ngon nhất Nhật Bản. Chúng nổi tiếng với món cánh gà nướng Nagoya (Nagoya chicken wing) và nhiều món ăn khác trong ẩm thực Nhật Bản. Giống gà đẻ trứng này được nhập vào Việt Nam rất sớm, từ những năm đầu của thập niên 50 thế kỷ trước, những không được giới chăn nuôi ưa chuộng dù chúng có năng suất.

## Đặc điểm
Chúng là giống gà siêu trứng, đẻ sai, trứng to, năng suất trứng của gà Nagoya khá cao: trên 200 trứng/năm. Trong điều kiện chăn nuôi tốt, gà Nagoya tại xứ nóng miền Nam cũng đạt được năng suất trứng từ 150-180 quả một năm, cân nặng trên dưới 50g một quả. Trứng to, Dễ nuôi, thích nghi với phong thổ. Có sức đề kháng tốt, ít bệnh. Nuôi mau tăng trọng. Gà trống trưởng thành nặng hơn 3 ký, và gà mái nặng trung bình hơn 2,5 kg. Thịt thơm ngon. Gà Nagoya biết ấp trứng như gà ta, gà Tàu.
Chúng có lông nâu và chân chì. Trông bề ngoài, con gà Nagoya có hình dáng giống như con gà ta, gà Tầu, vì thân nó khoác bộ lông màu vàng lợt, chân chì (chân màu đen lợt). Đây cũng chính là nhược điểm khiến nó bị chê. Người Việt Nam vốn có câu: "Gà đen chân trắng mẹ mắng cũng mua, Gà trắng chân chì mua chi giống ấy" Loại gà chân đen chúng ta thường chê không ăn, vì tin là thịt nó có phong, nên bà nội trợ nào ham rẻ mới mua. Hiện nay thịt gà này là một trong những nguyên liệu nấu ăn cao cấp ở Nhật Bản, và nổi tiếng trên toàn quốc Nhật Bản.
Thịt gà Nagoya Kochin có phần thịt đỏ cùng lớp mỡ vừa phải tạo vị thơm mang đến cảm giác giòn dai cùng hương vị đậm đà. Hơn thế nữa, những quả trứng gà Kochin có vỏ trứng màu hồng của hoa anh đào, lòng đỏ sẫm màu, mềm mịn và hương vị đậm đà giống với phần thịt. Có rất nhiều loại món ăn được chế biến từ thịt gà Nagoya Kochin này, từ món sukiyaki có tên là "Hikizuri", thịt gà sashimi, lẩu, cơm gà Oyakodon cho đến món cánh gà chiên là một trong những món đặc sản của Nagoya, có rất nhiều cách thưởng thức được vị ngon khác nhau của món thịt gà Nagoya Kochin. 